# Stine Kufaas
Stine Kufaas (Trondheim, 7 aprile 1986) è un'ex altista norvegese.

## Carriera
Kufass debutta internazionalmente nel 2003, prendendo parte al Festival olimpico della gioventù europea tenutosi a Parigi e classificandosi quinta nel salto in alto. Nel 2007 debutta in una competizione internazionale under 23 e dall'anno successivo entra a pieno titolo nelle seniores, vincendo una medaglia d'oro in Coppa Europa. Nel 2009, partecipa agli Europei indoor di Torino e ai Mondiali di Berlino, in entrambe le occasioni senza guadagnarsi la finale. Si è ritirata dalle competizioni nel 2012.

## Palmarès
| Anno | Manifestazione   | Sede       | Evento        | Risultato | Prestazione | Note |
| ---- | ---------------- | ---------- | ------------- | --------- | ----------- | ---- |
| 2007 | Europei under 23 | Debrecen   | Salto in alto | 5ª        | 1,86 m      |      |
| 2009 | Europei indoor   | Torino     | Salto in alto | 13ª (q)   | 1,80 m      |      |
| 2009 | Mondiali         | Berlino    | Salto in alto | 26ª (q)   | 1,85 m      |      |
| 2010 | Mondiali indoor  | Doha       | Salto in alto | 10ª (q)   | 1,89 m      |      |
| 2010 | Europei          | Barcellona | Salto in alto | 10ª       | 1,89 m      |      |
| 2011 | Europei indoor   | Parigi     | Salto in alto | 12ª (q)   | 1,89 m      |      |

## Altre competizioni internazionali
2008
- Oro in Coppa Europa (2nd League) ( Tallinn), salto in alto - 1,85 m

2009
- Oro agli Europei a squadre ( Bergen), salto in alto - 1,91 m